# Succinimmide
La succinimmide è una molecola ciclica facente parte della famiglia delle immidi. Si ottiene dalla condensazione di acido succinico e urea. Rappresenta la struttura base delle succinimidi (o derivati succinimidici), farmaci ad azione anticonvulsivante usati nella cura dell'epilessia come l'etosuccimide. Vengono usati prevalentemente nella terapia del piccolo male in sostituzione agli ossazolidindioni per via della minore tossicità.